# Battaglia del Boyne
La battaglia del Boyne fu lo scontro decisivo della Guerra guglielmita all'interno della Guerra della Grande Alleanza.

## Storia
Giacomo II Stuart era sbarcato nel marzo dell'anno precedente nella cattolica Irlanda nel tentativo di farne la base di partenza per la riconquista del regno d'Inghilterra. Sostenuto da una forza di spedizione francese al comando del duca di Lauzun e dei suoi sostenitori (detti giacobiti) raccolse attorno a sé un esercito numeroso, ma anche mal attrezzato e inesperto. In realtà le forze degli eserciti contrapposti si equivalevano. Guglielmo III d'Inghilterra contava su quindicimila uomini al suo seguito che si congiunsero con l'esercito eterogeneo che, guidato dal conte di Schomberg, dall'anno prima contrastava le mosse dei giacobiti.
I due eserciti si scontrarono sulle rive del fiume Boyne, considerato la porta d'entrata di Dublino. Guglielmo III durante una ricognizione effettuata prima dello scontro vero e proprio fu ferito; corse anche voce della sua morte e addirittura un messaggero giunse a Parigi con questa notizia, ma si trattò solamente di una ferita superficiale. Giacomo II era convinto che la sua posizione fosse vantaggiosa, ma non calcolò l'irruenza e il coraggio di Guglielmo.
Mentre Schomberg guadava il fiume a sud, Guglielmo affrontò il nemico direttamente al centro dello schieramento e riuscì ad attraversare il fiume con oltre ventimila uomini. I giacobiti, che si ritrovarono ad affrontare il nemico su tre fronti, sbandarono e si ritirarono in disordine. Giacomo II, deposto due anni prima da Guglielmo d'Orange, si ritirò a sud e fu quindi costretto a fuggire di nuovo in Francia. Con tale vittoria re Guglielmo si assicurò il dominio indiscusso sull'Irlanda, che sarà reso definitivo l'anno seguente con la caduta di Limerick, l'ultima piazzaforte in mano giacobita.